# Cornelis Willemsz.
Cornelis Willemsz., né dans la seconde moitié du XVe siècle et mort à Haarlem en 1560, est un artiste peintre hollandais de la Renaissance.

## Biographie
Bien qu'un peintre nommé Cornelis Willemsz. (« Corneille, fils de Guillaume ») soit mentionné dans les comptes des bourgmestres de Haarlem dès 1481, il semble peu probable qu'il s'agisse de l'artiste du même nom inhumé dans cette ville près de 80 ans plus tard. Actif à Haarlem entre 1502 et 1552, Cornelis Willemsz. est surtout connu pour avoir eu pour apprentis Jan van Scorel (entre 1509 et 1511) et Maarten van Heemskerck (entre 1510 et 1513). Ses fils, Lucas († 1573), Willem († 1592) et Floris furent également peintres.
En 1523-1524, il peignit un grand retable pour l'autel des apôtres de l'abbaye d'Egmond. Entre 1526 et 1528, il œuvra à la réalisation d'un grand retable sur le thème de la sainte croix destiné à la même abbaye. Il travailla également pour la ville de Haarlem et la fabrique de l'église Saint-Bavon.
En 1543, il habitait sur l'Oude Gracht, dans une maison voisine de celle de Jan Mostaert.
Membre du comité de la guilde de Saint-Luc de Haarlem en 1547-1548, il en fut élu doyen en 1549-1550.
En 1560, il fut enterré à l'église Saint-Jean.
Seuls deux panneaux lui sont aujourd'hui attribués, L'Apôtre Pierre et L'Apôtre Paul (vers 1515), conservés au Musée du couvent Sainte-Catherine à Utrecht.

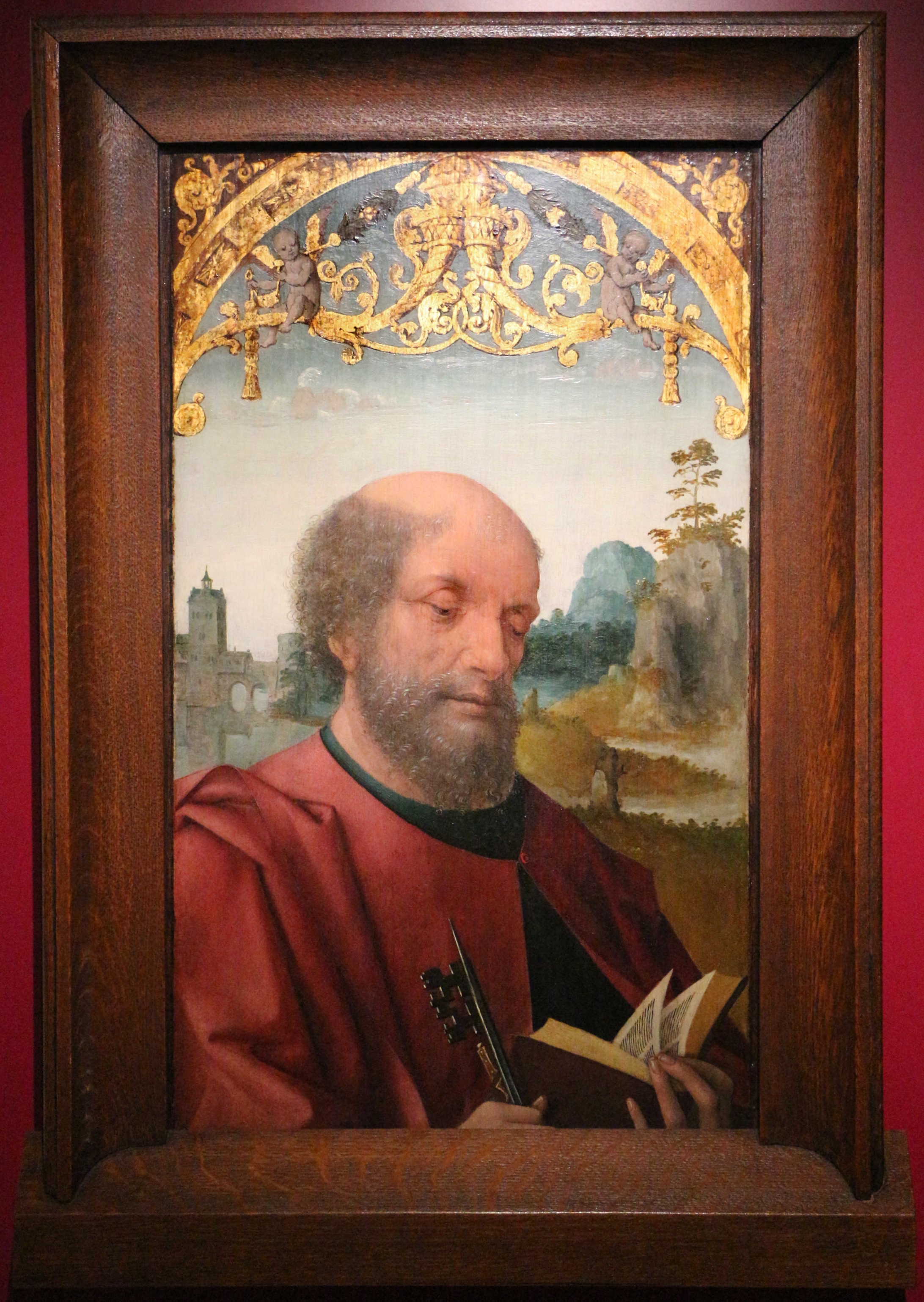
L'Apôtre Pierre, vers 1515 (Utrecht, Musée du couvent Sainte-Catherine).
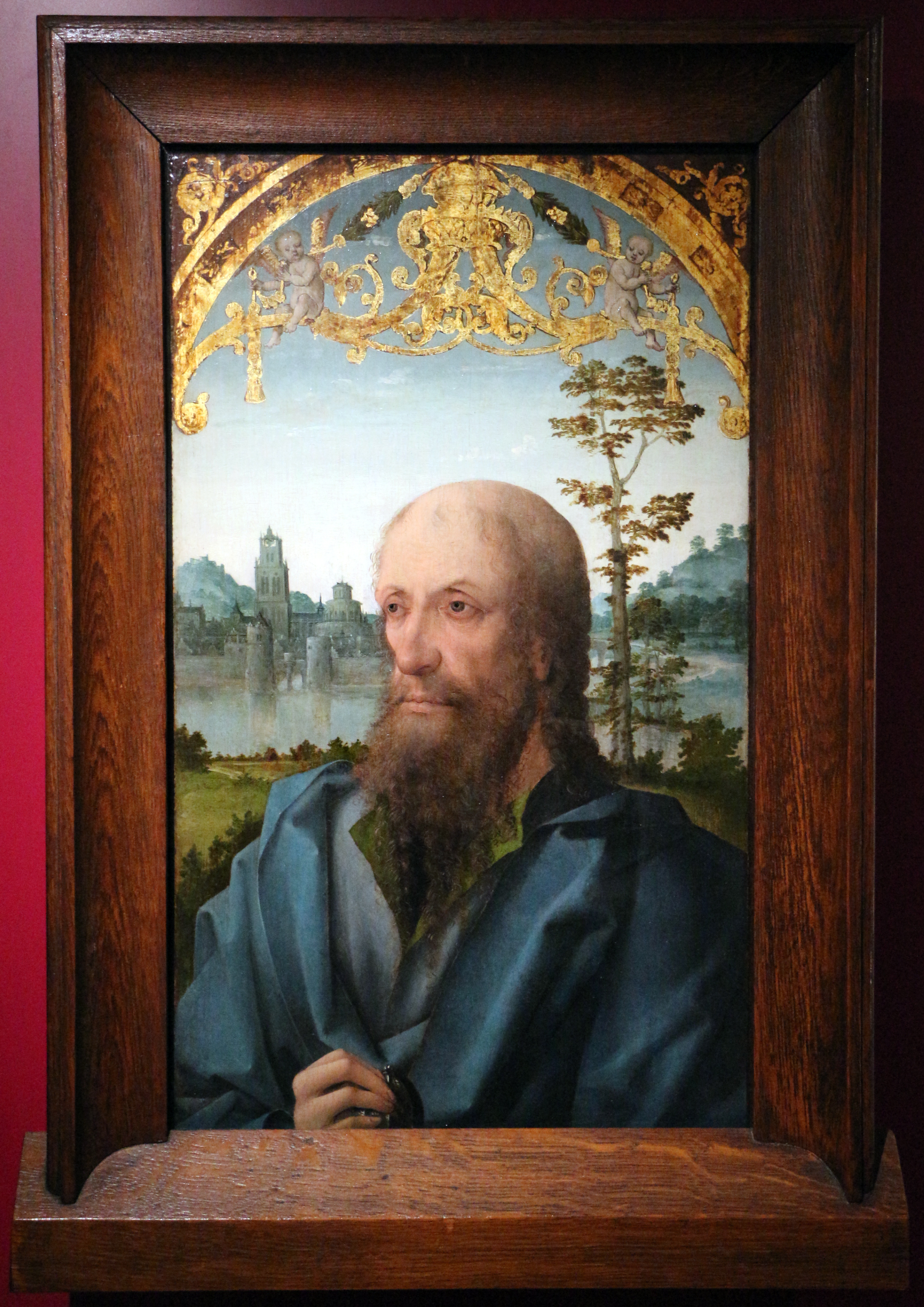
L'Apôtre Paul, idem.